# Zygmunt Grabowski (malarz)

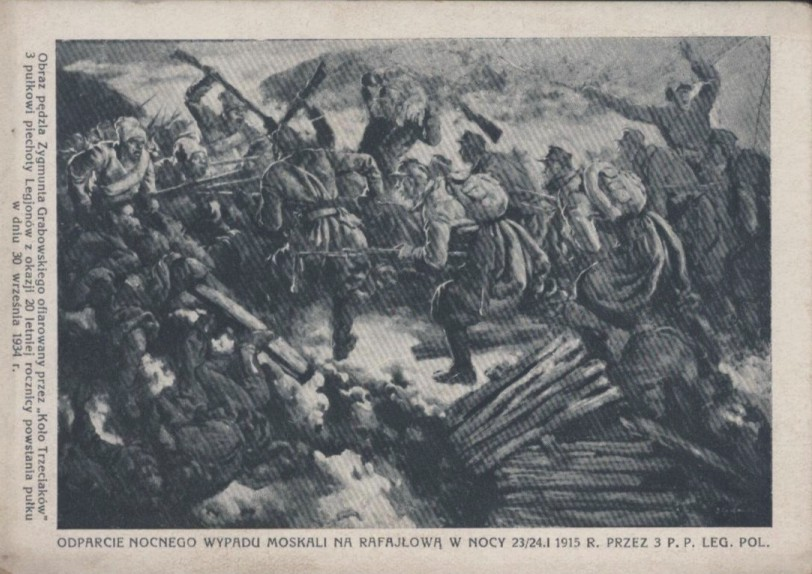
Zygmunt Grabowski – Odparcie nocnego wypadu moskali na Rafajłową w nocy 23/24 stycznia 1915 r. przez 3 pp Legionów Polskich

Zygmunt Marian Grabowski (ur. 13 sierpnia 1891 w Lublinie, zm. 19 września 1939) – polski malarz, legionista, autor wielu prac o tematyce legionowej i portretów marszałka Piłsudskiego.
Syn Stanisława i Marii z Lasockich. Rozpoczął studia w warszawskiej Szkole Sztuk Pięknych w 1911 roku w pracowni Stanisława Lentza. W trakcie I wojny światowej wstąpił do Legionów Polskich w sierpniu 1915 roku. Przydzielono go do oddziału telegraficznego przy 1 pułku piechoty, następnie do Oddziału Technicznego (saperów) 7 pułku piechoty.
Jeden z portretów (atak Moskali na okopy Legionów pod Kościuchnówką) był w okresie międzywojennym eksponowany w sali Tronowej poznańskiego Zamku. Warto zwrócić uwagę, że w tym okresie zamek ten był jedną z oficjalnych siedzib prezydentów Polski.
Po wojnie z bolszewikami został zweryfikowany w stopniu porucznika ze starszeństwem z dniem 1 czerwca 1919 w korpusie oficerów rezerwowych piechoty. W 1934 posiadał przydział mobilizacyjny do 5 pułku piechoty Legionów w Wilnie.
Przed wojną Grabowski znany dzięki licznym wystawom, także jako twórca grafik użytkowych, ekslibrisów i karykatur. Był również krytykiem sztuki, swoje felietony i sprawozdania z wystaw publikował w Ilustrowanym Kurierze Codziennym.